# Припјатске мочваре
Припјатске мочваре (блр. Прыпяцкія балоты), такође познате и као Пинске мочваре (блр. Пінскія балоты), Полеске мочваре или Рокитне мочваре, су огромна природна област мочвара у Полесији, дуж пошумљеног слива реке Припјат и њених притока од Бреста на западу, Могиљева на североистоку и Кијева на југоистоку. Највећи део региона је у Белорусији, а део у Украјини. Пинске мочваре представљају једно од највећих мочварних подручја у Европи.

## Преглед
Припјатске мочваре углавном леже у оквиру Полеске низије, отуда и Полеске мочваре (шумске мочваре), и заузимају већи део јужног дела Белорусије и северозапада Украјине. Покривају отприлике 269.400 километара квадратних окружују пешчане низије густе мреже река и потока који се формирају са обе стране реке Припјат, једне од главних притока Дњепра. Густе шуме испресецане су бројним мочварама, барама и потоцима који се протежу на 480 километара од запада према истоку и 225 километара север-југ. Мочваре пролазе кроз значајне промене у величини током године, са отапањем снега у пролеће и јесењим падавинама које изазивају велике поплаве док се река излива.

## Флора
Припјатске мочваре су дом за 827 врста васкуларних биљака, од којих је 18 наведених као угрожених у Црвеној књизи Белорусије. За Припјатске мочваре типична је смена отворених простора шаша са скоро непроходним шикарама. Током пролећне поплаве мочваре су скоро потпуно прекривене водом, па локално становништво често мора да прелази кроз њих чамцима. На сувим "острвима" налазе се подручја листопадних или борових шума.

## Фауна
Припјатске мочваре су дом хиљадама птица из различитих биотопа Земље (Европа, Азија, Африка, Медитеран), од којих неке долазе овде да се гнезде током сеоба, а такође су мочваре и зимовалиште за многе врсте птица селица које се гнезде у делови северне Европе, као што су Скандинавија, Финска, балтичке државе и Русија. Од 246 врста птица које су забележене на овој територији, 66 врста је наведено у Црвеној књизи Белорусије. У парку се гнезди значајан број врста којима је глобално угрожено изумирање: патка њорка (Aythya nyroca), орао белорепан (Haliaeetus albicilla) (уочено је само 2-3 пара), црни орао (Aquila clanga) (4 -6 пари), прдавац (Crex crex), велика шљука (Gallinago media). Присуство великог броја птица од националног и међународног значаја наглашава значај ове територије за очување биодиверзитета Полесја, Белорусије и Европе у целини.

## Историја
Историјски гледано, већи део свог постојања, мочваре су биле практично непроходне за главне војне снаге, што је утицало на стратешко планирање свих војних операција у региону. Као и већина других мочвара у Европи, Припјатске мочваре су некада сматране нездравим подручјем и жариштем болести. Пројекти амелиорације источног дела мочвара започети су 1872. године и до краја 19. века исушивањем мочвара је обновљено 1,5 милиона хектара мочвара за коришћење као пашњак и пољопривредно земљиште.

### Први и Други светски рат
На почетку Првог светског рата, мочваре су одвојиле Аустроугарску Четврту армију од XII корпуса; неколико путева који су пролазили кроз регију били су уски и углавном неуређени. То је оставило широку празнину, а Трећи армијски корпус руске императорске војске се срушио пре него што је пребацивање Аустроугарске Друге армије из Србије било завршено. Као резултат тога, Руси су убрзо заузели вредну пругу у Лембергу (данас Лавов), тада на крајњем истоку Аустроугарске (сада западни део Украјине). Током остатка рата, мочваре су остале једна од главних географских препрека Источном фронту.
Мочваре су делиле централно и јужно позориште операција током Другог светског рата и служиле су као скровиште и совјетским и пољским партизанима. У једној фази рата, немачка администрација је планирала да исуши мочваре, „очисти“ их од њихових „дегенерисаних“ становника и поново насели област немачким колонистима. Конрад Мејер је био вођа који је командовао 'планом Припјат'. Хитлер је одбацио пројекат касне 1941. године, јер је веровао да би то могло да повуче услове за Прљаве тридесете.
Године 1942, након устанка, око 1.000 Јевреја је побегло из гета Лахва, од којих је око 600 успело да се склони у Припјатске мочваре.
Познати као Pripjet-Sümpfe од стране Немаца, Вермахт се плашио мочвара. Током немачке инвазије на Совјетски Савез, армије Трећег Рајха су заобишле мочварно подручје, пролазећи северно или јужно од њега. Међутим, након дебакла на Источном фронту 1944. године, многе јединице у повлачењу, попут 7., 35., 134. и 292. пешадијске дивизије морале су да пресеку мочварна подручја. Често су имали потребу да граде стазе од балвана, преко којих су могли да вуку лаке терете у коњским возилима.

### Предложено одводњавање 1950-их
Постојао је план исушивања мочвара током 1952. године, када је подручје мочвара било под совјетском управом.

### Нуклеарна катастрофа у Чернобилу
Године 1986. регион је постао светски познат због катастрофе у Чернобиљу; међутим, Припјатске мочваре не треба мешати са градом духова Припјатом; подручје у оквиру којег се налази Чернобиљска зона искључења. То је отприлике 356 километара источно-југоисточно од географског центра области Припјатских мочвара.